# Wiktor Raszczupkin
Wiktor Iwanowicz Raszczupkin (ros. Виктор Иванович Ращупкин, ur. 16 października 1950 w Kamieńsku Uralskim) – rosyjski lekkoatleta startujący w barwach Związku Radzieckiego, specjalista rzutu dyskiem, mistrz olimpijski z Moskwy.
Trenował rzut dyskiem od 1964. W reprezentacji ZSRR startował od 1977. W 1978 był wicemistrzem, a w 1979 mistrzem ZSRR. Na igrzyskach olimpijskich w 1980 w Moskwie niespodziewanie zdobył złoty medal rzutem na odległość 66,64 m, co było jego rekordem życiowym. Wyprzedził Imricha Bugára z Czechosłowacji i Luisa Delísa z Kuby. Startował do 1984, ale nie wystąpił już na żadnej wielkiej imprezie międzynarodowej.
Startował w klubie Burewiestnik Leningrad. Z wykształcenia jest inżynierem.